# Odwijanie pętli
Odwijanie pętli jest metodą optymalizacji oprogramowania powodującą przyspieszenie wykonania pętli. Polega na zmianie kodu programu przez kilkukrotne skopiowanie zawartości pętli i odpowiednie zmniejszenie liczby powtórzeń. Dzięki temu eliminuje się niepotrzebne sprawdzanie warunku zakończenia.
Przykładowo pętla wykonująca 100 razy funkcję delete(x), również 100 razy sprawdzi warunek zakończenia x<100:
```
 
for
 
(
int
 
x
 
=
 
0
;
 
x
 
<
 
100
;
 
x
++
)

 
{

     
delete
(
x
);

 
}

```

Można jednak nieznacznie wydłużyć kod powtarzając instrukcję delete(x) oraz zmniejszyć liczbę przejść przez pętlę, przez co wykona się kilkukrotnie mniej sprawdzeń x<100:
```
 
for
 
(
int
 
x
 
=
 
0
;
 
x
 
<
 
100
;
 
x
 
+=
 
5
)

 
{

     
delete
(
x
);

     
delete
(
x
+
1
);

     
delete
(
x
+
2
);

     
delete
(
x
+
3
);

     
delete
(
x
+
4
);

 
}

```

Użycie odwijania pętli zwiększa objętość programu, dlatego potrzebne jest znalezienie optymalnej liczby powtórzeń. Stosowanie odwijania pętli w programowaniu nie jest jednak konieczne ponieważ większość kompilatorów sama znajduje optymalną wersję odwinięcia i umieszcza ją w kodzie wynikowym.